# Sam Rockwell
Samuel Rockwell (Daly City, Kalifornia, 1968. november 5. –) Oscar- és Golden Globe-díjas amerikai színész.

## Élete
1968. november 5-én született Pete Rockwell és Penny Hess gyermekeként a kaliforniai Daly Cityben. Szülei színészek voltak. 1973-ban szülei elváltak, így ő édesapjával San Franciscóba költözött. A szünidőket édesanyjával töltötte New Yorkban. 1978-ban lépett színpadra először, anyja oldalán. A San Franciscó-i előadóművészeti középiskolába járt. Első komolyabb szerepét Francis Ford Coppola 1988-as Clownhouse című tévéfilmjében kapta. Diploma után az NBC rövid életű Dream Street című tévésorozatában játszott. Ezután 2 évig William Esper színészkurzusára járt, s közben kisebb tévészerepeket vállalt. 1994-ben egy Miller Ice sörreklámmal hívta fel magára a figyelmet. 1997-ben a Gyepkutyák című filmért elnyerte a legjobb színésznek járó díjat a montreáli és a barcelonai filmfesztiválon. Ismertebb filmjei a Széf fiúk (1998), Jerry és Tom (1998), Halálsoron (1999), Sztárral szemben (1998), Holdfényszelence (1996), Charlie angyalai (2000), Galaktitkos küldetés (1999).
2017-ben a Három óriásplakát Ebbing határában című filmdrámával elnyerte a legjobb férfi mellékszereplőnek járó Oscar-, Golden Globe-, BAFTA- és Screen Actors Guild díjat is. A következő évben hasonló kategóriákban ismét jelölték az első három díjra, ezúttal George W. Bush megformálásáért az Alelnök című filmben. 2019-ben Bob Fosse táncos-koreográfust keltette életre a Fosse/Verdon című minisorozatban, megszerezve első Primetime Emmy jelölését legjobb férfi főszereplő (televíziós minisorozat vagy tévéfilm) kategóriában.

## Filmográfia

### Film
| Év   | Magyar cím                                              | Eredeti cím                                                | Szerep                                      | Magyar hang           | Rendező                 |
| ---- | ------------------------------------------------------- | ---------------------------------------------------------- | ------------------------------------------- | --------------------- | ----------------------- |
| 1989 | Halálosztó bohócok                                      | Clownhouse                                                 | Randy                                       | Kolovratnik Krisztián | Victor Salva            |
| 1990 | Tini nindzsa teknőcök                                   | Teenage Mutant Ninja Turtles                               | hangadó srác                                | Bartucz Attila        | Steve Barron            |
| 1991 | Csak semmi érzelem                                      | Strictly Business                                          | Gary                                        |                       | Kevin Hooks             |
| 1992 |                                                         | Jack and His Friends                                       | Louie                                       |                       | Bruce Ornstein          |
| 1992 | A levesben                                              | In the Soup                                                | Pauli                                       |                       | Alexandre Rockwell (1.) |
| 1992 | Könnyű altató                                           | Light Sleeper                                              | Jealous                                     | Breyer Zoltán         | Paul Schrader           |
| 1992 |                                                         | Happy Hell Night                                           | Henry Collins fiatalon                      |                       | Brian Owens             |
| 1994 |                                                         | Somebody to Love                                           | lengyel srác                                |                       | Alexandre Rockwell (2.) |
| 1994 | Félszemű Jimmy nyomában                                 | The Search for One-eye Jimmy                               | Félszemű Jimmy Hoyt                         |                       | Sam Henry Kass          |
| 1995 | Piások                                                  | Drunks                                                     | Tony                                        |                       | Peter Cohn              |
| 1995 |                                                         | Glory Daze                                                 | Rob                                         |                       | Rich Wilkes             |
| 1995 |                                                         | Mercy                                                      | Matty                                       |                       | Richard Shepard         |
| 1996 |                                                         | Bad Liver and a Broken Heart (rövidfilm)                   | Broken Heart                                |                       | Terry Stacey            |
| 1996 | A graffiti királya                                      | Basquiat                                                   | nehézfiú                                    |                       | Julian Schnabel         |
| 1996 | Holdfényszelence                                        | Box of Moonlight                                           | Bucky a Kölyök                              | Fekete Zoltán         | Tom DiCillo             |
| 1997 | Gena, a lebilincselő                                    | Arresting Gena                                             | Sonny                                       | Hevér Gábor           | Hannah Weyer            |
| 1997 | Gyepkutyák                                              | Lawn Dogs                                                  | Trent Burns                                 | Welker Gábor          | John Duigan             |
| 1998 |                                                         | The Call Back                                              | Alan / Christopher Walken                   |                       | David Deblinger         |
| 1998 | Jerry és Tom                                            | Jerry and Tom                                              | Jerry                                       |                       | Saul Rubinek            |
| 1998 |                                                         | Louis & Frank                                              | Sam                                         |                       | Alexandre Rockwell (3.) |
| 1998 | Széf fiúk                                               | Safe Men                                                   | Sam                                         |                       | John Hamburg            |
| 1998 | Sztárral szemben                                        | Celebrity                                                  | Darrow kíséretének tagja                    |                       | Woody Allen             |
| 1999 | Szentivánéji álom                                       | A Midsummer Night’s Dream                                  | Sipák Ferenc (Francis Flute), fújtatójavító | Csőre Gábor           | Michael Hoffman         |
| 1999 | Halálsoron                                              | The Green Mile                                             | William "Vad Bill" Wharton                  | Rajkai Zoltán         | Frank Darabont          |
| 1999 | Galaxy Quest – Galaktitkos küldetés                     | Galaxy Quest                                               | Guy Fleegman                                | Kassai Károly         | Dean Parisot            |
| 2000 | Charlie angyalai                                        | Charlie's Angels                                           | Eric Knox                                   | Lippai László         | McG                     |
| 2001 |                                                         | D.C. Smalls (rövidfilm)                                    | karaoke énekes                              |                       | Alexandra Valenti       |
| 2001 |                                                         | Pretzel                                                    | Sam                                         |                       | Jay Alaimo              |
| 2001 |                                                         | BigLove (rövidfilm)                                        | Nate                                        |                       | Leif Tilden             |
| 2001 | Pofozó pénzmosók                                        | Made                                                       | szállodai alkalmazott                       |                       | Jon Favreau (1.)        |
| 2001 | Az arany markában                                       | Heist                                                      | Jimmy Silk                                  | Tarján Péter          | David Mamet             |
| 2002 |                                                         | 13 Moons                                                   | Rick                                        |                       | Alexandre Rockwell (4.) |
| 2002 |                                                         | Running Time (rövidfilm)                                   | üldözött                                    |                       | Warren Biro             |
| 2002 | Széftörők                                               | Welcome to Collinwood                                      | Pero Mahalovic                              | Rajkai Zoltán         | Anthony és Joe Russo    |
| 2002 | Széftörők                                               | Welcome to Collinwood                                      | Pero Mahalovic                              | Nagy Ervin            | Anthony és Joe Russo    |
| 2002 | Egy veszedelmes elme vallomásai                         | Confessions of a Dangerous Mind                            | Chuck Barris                                | Fekete Zoltán         | George Clooney          |
| 2002 |                                                         | Stella Shorts 1998–2002 (videófilm)                        | pizzás                                      |                       | Michael Ian Black       |
| 2002 | Michael Showalter                                       | Stella Shorts 1998–2002 (videófilm)                        | pizzás                                      |                       |                         |
| 2002 | David Wain                                              | Stella Shorts 1998–2002 (videófilm)                        | pizzás                                      |                       |                         |
| 2003 | Trükkös fiúk                                            | Matchstick Men                                             | Frank Mercer                                | Lippai László         | Ridley Scott            |
| 2004 | Piccadilly Jim                                          | Piccadilly Jim                                             | Piccadilly Jim / Jim Crocker                | Görög László          | John McKay              |
| 2005 | Galaxis útikalauz stopposoknak                          | The Hitchhiker's Guide to the Galaxy                       | Zaphod Beeblebrox                           | Kamarás Iván          | Garth Jennings          |
| 2005 |                                                         | The F Word                                                 | Jeremy                                      |                       | Jed Weintrob            |
| 2005 |                                                         | Robin's Big Date (rövidfilm)                               | The Bat-man                                 |                       | James Duffy             |
| 2007 | Joshua                                                  | Joshua                                                     | Brad Cairn                                  | Fekete Zoltán         | George Ratliff          |
| 2007 | Angyal a hóban                                          | Snow Angels                                                | Glenn Marchand                              | Rajkai Zoltán         | David Gordon Green (1.) |
| 2007 | Jesse James meggyilkolása, a tettes a gyáva Robert Ford | The Assassination of Jesse James by the Coward Robert Ford | Charles Ford                                | Anger Zsolt           | Andrew Dominik          |
| 2008 |                                                         | Woman in Burka (rövidfilm)                                 | Sam                                         |                       | Jonathan Lisecki        |
| 2008 | Fulladás                                                | Choke                                                      | Victor Mancini                              | Welker Gábor          | Clark Gregg (1.)        |
| 2008 | Frost/Nixon                                             | Frost/Nixon                                                | James Reston Jr.                            | Rajkai Zoltán         | Ron Howard              |
| 2009 | Nyerő csapat                                            | The Winning Season                                         | Bill                                        | Rajkai Zoltán         | James C. Strouse        |
| 2009 | Hold                                                    | Moon                                                       | Sam Bell                                    | Rajkai Zoltán         | Duncan Jones (1.)       |
| 2009 | G-Force – Rágcsávók                                     | G-Force                                                    | Darwin (hangja)                             | Rékasi Károly         | Hoyt Yeatman            |
| 2009 | Visszanyal a plágium                                    | Gentlemen Broncos                                          | Bronco / Brutus                             | Stohl András          | Jared Hess (1.)         |
| 2009 | Mindenki megvan                                         | Everybody's Fine                                           | Robert                                      | Anger Zsolt           | Kirk Jones              |
| 2010 | Vasember 2.                                             | Iron Man 2                                                 | Justin Hammer                               | Rajkai Zoltán         | Jon Favreau (2.)        |
| 2010 |                                                         | F--K (rövidfilm)                                           | Sam                                         |                       | R.E. Rodgers            |
| 2010 | Meggyőződés                                             | Conviction                                                 | Kenneth Waters                              | Dolmány Attila        | Tony Goldwyn            |
| 2011 |                                                         | Gettysburg (dokumentumfilm)                                | narrátor                                    |                       | Richard Bedser          |
| 2011 | Ed Fields                                               | Gettysburg (dokumentumfilm)                                | narrátor                                    |                       |                         |
| 2011 | Cowboyok és űrlények                                    | Cowboys & Aliens                                           | Doki                                        | Rajkai Zoltán         | Jon Favreau (3.)        |
| 2011 | A bébisintér                                            | The Sitter                                                 | Karl                                        | Viczián Ottó          | David Gordon Green (2.) |
| 2012 | A hét pszichopata és a si-cu                            | Seven Psychopaths                                          | Billy Bickle                                | Viczián Ottó          | Martin McDonagh (1.)    |
| 2013 | Az első igazi nyár                                      | The Way, Way Back                                          | Owen                                        | Rajkai Zoltán         | Nat Faxon               |
| 2013 | Az első igazi nyár                                      | The Way, Way Back                                          | Owen                                        | Rajkai Zoltán         | Jim Rash                |
| 2013 | Egyetlen lövés                                          | A Single Shot                                              | John Moon                                   | Kamarás Iván          | David M. Rosenthal      |
| 2013 | Bízz bennem!                                            | Trust Me                                                   | Aldo Stankas                                | Rajkai Zoltán         | Clark Gregg (2.)        |
| 2013 | A te eseted                                             | A Case of You                                              | Gary                                        | Király Attila         | Kat Coiro               |
| 2014 | Működik a kémia                                         | Better Living Through Chemistry                            | Douglas Varney                              | Rajkai Zoltán         | David Posamentier       |
| 2014 | Működik a kémia                                         | Better Living Through Chemistry                            | Douglas Varney                              | Rajkai Zoltán         | Geoff Moore             |
| 2014 | Marvel-rövidfilm: Köszöntsétek a királyt! (rövidfilm)   | Marvel One-Shot: All Hail the King                         | Justin Hammer                               |                       | Drew Pearce             |
| 2014 | Későnérők                                               | Laggies                                                    | Craig Hunter                                | Holl Nándor           | Lynn Shelton            |
| 2014 | Írók a pácban                                           | Loitering with Intent                                      | Wayne                                       | Horváth Gergely       | Adam Rapp               |
| 2015 | Az eltűnt tűz nyomában                                  | Digging for Fire                                           | Ray                                         | Fekete Zoltán         | Joe Swanberg            |
| 2015 | Áss csodát!                                             | Don Verdean                                                | Don Verdean                                 | Rajkai Zoltán         | Jared Hess (2.)         |
| 2015 | Poltergeist – Kopogó szellem                            | Poltergeist                                                | Eric Bowen                                  | Rajkai Zoltán         | Gil Kenan               |
| 2015 | Gyilkos páros                                           | Mr. Right                                                  | Mr. Igazi / Francis                         | Dányi Krisztián       | Paco Cabezas            |
| 2017 |                                                         | Axis                                                       | önmaga (hangja)                             |                       | Aisha Tyler             |
| 2017 |                                                         | The Dark of Night (rövidfilm)                              | Witt járőr                                  |                       | Robin Wright            |
| 2017 | Három óriásplakát Ebbing határában                      | Three Billboards Outside Ebbing, Missouri                  | Jason Dixon járőr                           | Rajkai Zoltán         | Martin McDonagh (2.)    |
| 2017 | A nő, aki előttünk jár                                  | Woman Walks Ahead                                          | Silas Groves ezredes                        | Rajkai Zoltán         | Susanna White           |
| 2018 | Blaze                                                   | Blaze                                                      | olajkereskedő                               | Rajkai Zoltán         | Ethan Hawke             |
| 2018 |                                                         | Mute                                                       | Sam Bell (cameo)                            |                       | Duncan Jones (2.)       |
| 2018 |                                                         | Blue Iguana                                                | Eddie                                       |                       | Hadi Hajaig             |
| 2018 | Alelnök                                                 | Vice                                                       | George W. Bush                              | Király Attila         | Adam McKay              |
| 2019 | Ellenségek legjobbika                                   | The Best of Enemies                                        | C. P. Ellis                                 | Rajkai Zoltán         | Robin Bissell           |
| 2019 | Jojo Nyuszi                                             | Jojo Rabbit                                                | Klenzendorf százados                        | Rajkai Zoltán         | Taika Waititi           |
| 2019 | Richard Jewell balladája                                | Richard Jewell                                             | Watson Bryant                               | Rajkai Zoltán         | Clint Eastwood          |
| 2020 | Trollok a világ körül                                   | Trolls World Tour                                          | Hickory (hangja)                            | Sarádi Zsolt          | Walt Dohrn              |
| 2020 | Ivan, az egyetlen                                       | The One and Only Ivan                                      | Ivan (hangja)                               | Fekete Ernő           | Thea Sharrock           |
| 2022 | A rosszfiúk                                             | The Bad Guys                                               | Farkas (hangja)                             | Rajkai Zoltán         | Pierre Perifel          |
| 2022 | Ecc, pecc, ki lehetsz?                                  | See How They Run                                           | Stoppard felügyelő                          | Rajkai Zoltán         | Tom George              |
| 2024 | Argylle: A szuperkém                                    | Argyle                                                     | Aiden                                       | Rajkai Zoltán         | Matthew Vaughn          |
| 2024 | Képzeletbeli barátok                                    | IF                                                         | Szuperkutya (hangja)                        | Rajkai Zoltán         | John Krasinski          |
| 2025 | A rosszfiúk 2.                                          | The Bad Guys 2                                             | Farkas (hangja)                             | Rajkai Zoltán         | Pierre Perifel          |

### Televízió
| Év        | Magyar cím              | Eredeti cím                     | Szerep                          | Megjegyzések                                             |
| --------- | ----------------------- | ------------------------------- | ------------------------------- | -------------------------------------------------------- |
| 1988      |                         | The Equalizer                   | Slick                           | 1 epizód                                                 |
| 1989      |                         | Dream Street                    | Joey                            | 1 epizód                                                 |
| 1990      |                         | ABC Afterschool Special         | Jason                           | 1 epizód                                                 |
| 1992–1993 | Esküdt ellenségek       | Law & Order                     | Randy Borland / Weddeker rendőr | 2 epizód                                                 |
| 1993      |                         | Lifestories: Families in Crisis | Kevin Tunell                    | 1 epizód                                                 |
| 1995      | New York rendőrei       | NYPD Blue                       | Billy                           | 1 epizód                                                 |
| 1997      |                         | Subway Stories                  | étkező férfi                    | tévéfilm                                                 |
| 1997–2000 |                         | Prince Street                   | Donny Hanson                    | 6 epizód                                                 |
| 2005      |                         | Stella                          | Gary Meadows                    | 1 epizód                                                 |
| 2012      |                         | Napoleon Dynamite               | Filson (hangja)                 | 1 epizód                                                 |
| 2015      | Tömény történelem       | Drunk History                   | Bugsy Siegel                    | egy epizód                                               |
| 2015–2021 | Csé, mint család        | F Is for Family                 | Vic (hangja)                    | 44 epizód                                                |
| 2016      | Amynek áll a világ      | Inside Amy Schumer              | Sam                             | 1 epizód                                                 |
| 2018      | Saturday Night Live     | Saturday Night Live             | önmaga (házigazda)              | 1 epizód                                                 |
| 2019      | Fosse/Verdon            | Fosse/Verdon                    | Bob Fosse                       | - főszereplő (8 epizód) - magyar hangja: - Rajkai Zoltán |
| 2020      |                         | Home Movie: The Princess Bride  | Westley                         | minisorozat                                              |
| 2022      | Az utolsó filmcsillagok | The Last Movie Stars            | Stuart Rosenberg (hangja)       | 6 epizód                                                 |
| 2023      | Mi lenne, ha…?          | What If...?                     | Justin Hammer (hangja)          | - 1 epizód - magyar hangja: - Viczián Ottó               |
| 2025      | A Fehér Lótusz          | The White Lotus                 | Frank                           | 2 epizód                                                 |

## Fordítás
- Ez a szócikk részben vagy egészben  a   Sam Rockwel című angol Wikipédia-szócikk fordításán alapul.  Az eredeti cikk szerkesztőit annak laptörténete sorolja fel. Ez a jelzés csupán a megfogalmazás eredetét és a szerzői jogokat jelzi, nem szolgál a cikkben szereplő információk forrásmegjelöléseként.
- Ez a szócikk részben vagy egészben  a   Sam Rockwell filmography című angol Wikipédia-szócikk fordításán alapul.  Az eredeti cikk szerkesztőit annak laptörténete sorolja fel. Ez a jelzés csupán a megfogalmazás eredetét és a szerzői jogokat jelzi, nem szolgál a cikkben szereplő információk forrásmegjelöléseként.